# 予備軍戦線
予備軍戦線（ロシア語: Фронт резервных армий、予備軍方面軍、予備軍正面軍とも）は、第二次世界大戦中（独ソ戦初期）にソ連西部方面の予備部隊として設置された赤軍の方面軍級部隊である。

## 概要
1941年7月14日、西部方面のスターラヤ・ルッサ、オスタシコフ、ベールイ、イストミネ、エリニャ、ブリャンスクの線の部隊指揮のため、最高司令部スタフカ直属の予備軍集団に基づき編成。
1941年7月25日に解散。7月30日、旧予備軍戦線とモジャイスク防衛線戦線（P.アルテミエフ中将）は、予備戦線に統合された。

## 編制
- 第24軍 - 1941年7月14日～7月25日
- 第28軍 - 1941年7月14日～7月25日
- 第29軍 - 1941年7月14日～7月25日
- 第30軍 - 1941年7月14日～7月25日
- 第31軍 - 1941年7月14日～7月25日
- 第32軍 （予定、7月16日に編成後モジャイスク防衛線戦線に配属）

## 指揮官
- 司令官：I.ボグダノフ中将
- 軍事会議議員：セルゲイ・クルグロフ三等国家保安委員、D.ポポフ全連邦共産党（ボリシェヴィキ）スモレンスク州委員会書記
- 参謀長：P.リャーピン少将